# Kościół Ducha Świętego w Węgrzynowie
Kościół Ducha Świętego w Węgrzynowie – rzymskokatolicki kościół parafialny zlokalizowany w miejscowości Węgrzynowo (powiat makowski w województwie mazowieckim). Funkcjonuje przy nim parafia Ducha Świętego.

## Historia
Parafia we wsi powstała w 1398 (biskup Jakub z Korzkwi i proboszcz Mdzewski). W1609 kościół był drewniany i miał trzy ołtarze. Istniał do XVII wieku. Druga drewniana świątynia powstała w 1674, ale spłonęła już w 1692. Trzeci kościół zbudowano w 1694 z inicjatywy księdza A. Pszczółkowskiego. Był on konsekrowany 11 lutego 1696 przez biskupa Andrzeja Chryzostoma Załuskiego i miał sześć ołtarzy.

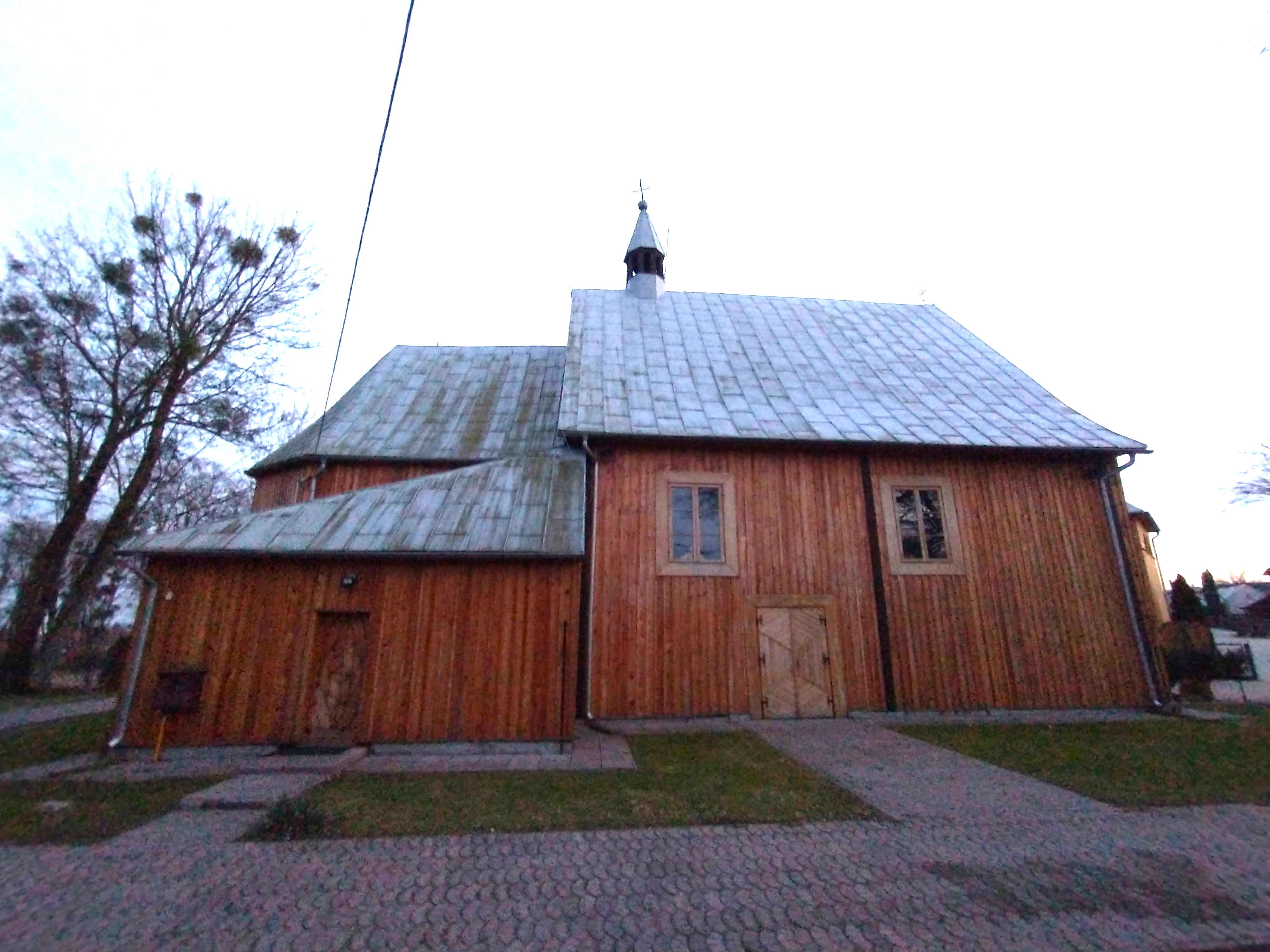
Elewacja boczna

W kwietniu 1914 rozpoczęła się budowa kościoła murowanego z fundacji Ludwiki i Adama Czartoryskich. Budowę nadzorował Swierczyński. W końcu lipca 1914 osiągnięto częściowo planowaną wysokość murów, ale prace przerwała I wojna światowa. W trakcie jej działań nie doszło do żadnych zniszczeń na budowie. W sierpniu 1922 biskup Antoni Julian Nowowiejski zachęcał do podjęcia przerwanych robót, co zaowocowało wmurowaniem w fundament dokumentu dziękczynnego Opatrzności Bożej za ocalenie świątyni w 1914. W 1931, po zmianie proboszcza na księdza Stefana Nowakowskiego, prace ponownie ruszyły, ale tym razem, na etapie wyposażania kościoła, przerwała je napaść Niemiec na Polskę w 1939. W 1942 żołnierze niemieccy rozebrali budowlę, a materiały posłużyły do budowy bloków w Makowie Mazowieckim oraz zabudowań folwarcznych w Węgrzynowie i dróg lokalnych. Po zakończeniu II wojny światowej nie powrócono do planów budowy i do chwili obecnej nabożeństwa odprawiane są w starym kościele, który był remontowany w 1972 (nowy fundament, szalowanie, blacha na dachu, ławki, ołtarz). W 1994 konserwowano dach z rynnami, a w 1995 ściany. 
8 grudnia 1961 świątynia została wpisana do rejestru zabytków pod numerem A-394. 

## Architektura
Obiekt jest drewniany, wewnątrz oszalowany, wzniesiony na planie prostokąta z węższym prezbiterium. Nawy oddzielają dwie pary filarów. Chór wspiera się na dwóch słupach. Ławki pochodzą z początku XX wieku (oznaczone herbem jest miejsce księżnej Czartoryskiej). Bryłę pokrywa dach dwuspadowy, blaszany. Na kalenicy znajduje się mała wieża na sygnaturkę. 

## Wyposażenie
Ołtarz główny jest barokowy i zawiera obraz ze sceną Zesłania Ducha Świętego. Ołtarze boczne zawierają krzyż oraz obraz Świętej Rodziny. Na wyposażeniu kościoła jest barokowa chrzcielnica z drewna lipowego, XIX-wieczne obrazy, kielich z 1700 z motywami anielskimi, biały, haftowanyornat z połowy XIX wieku, krzyż procesyjny z początku XX wieku (sztuczne kamienie szlachetne). 

## Otoczenie
Przy świątyni stoi XVIII-wieczna, jednokondygnacyjna dzwonnica, która przeszła generalny remont w 1972. Jest oszalowana od zewnątrz, ma dach krokwiowy kryty blachą. Wewnątrz wiszą trzy dzwony (św. Stanisława, św. Józefa oraz Maryi Matki Kościoła).

## Galeria

### Stary kościół

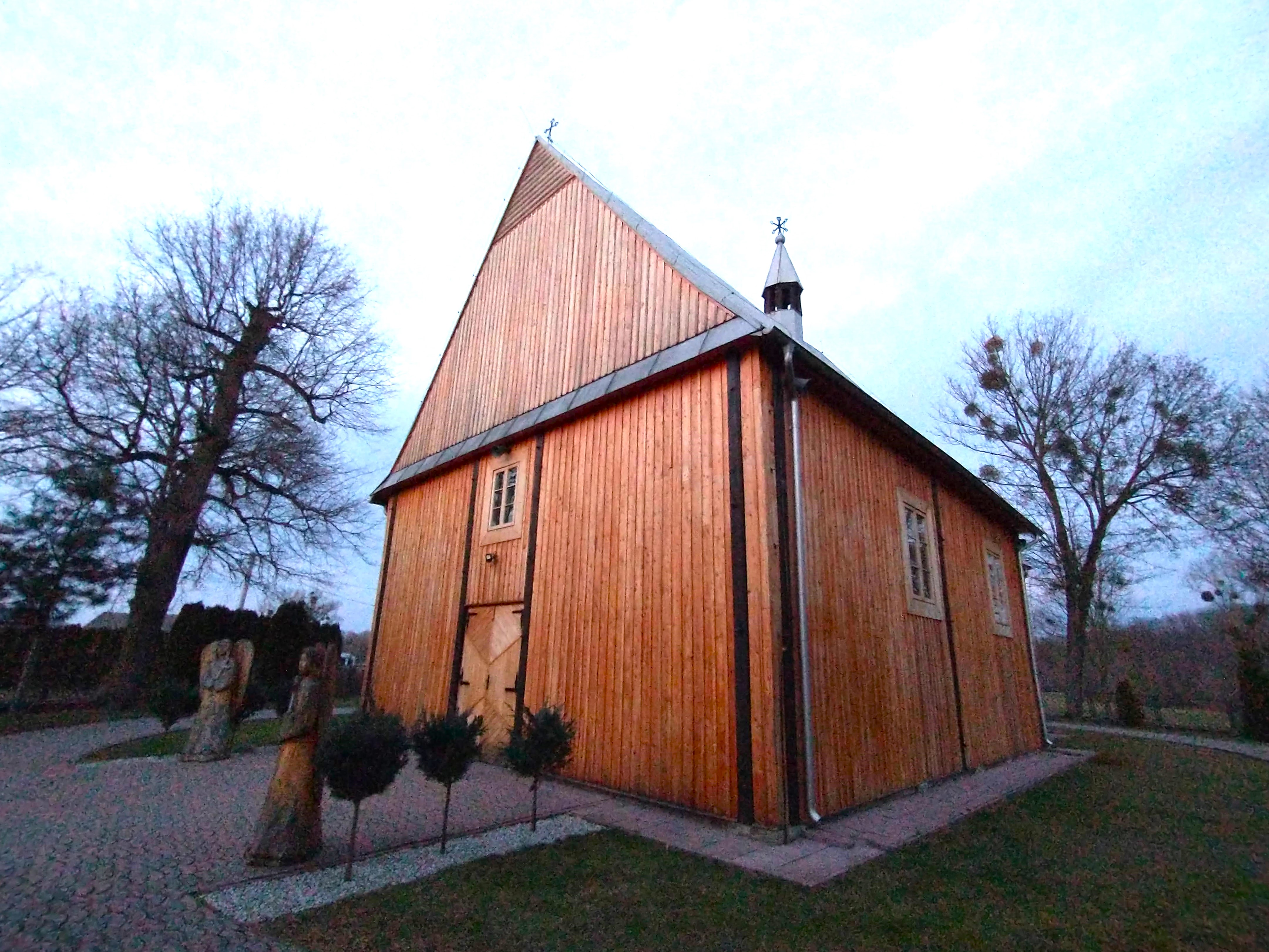
Widok ogólny
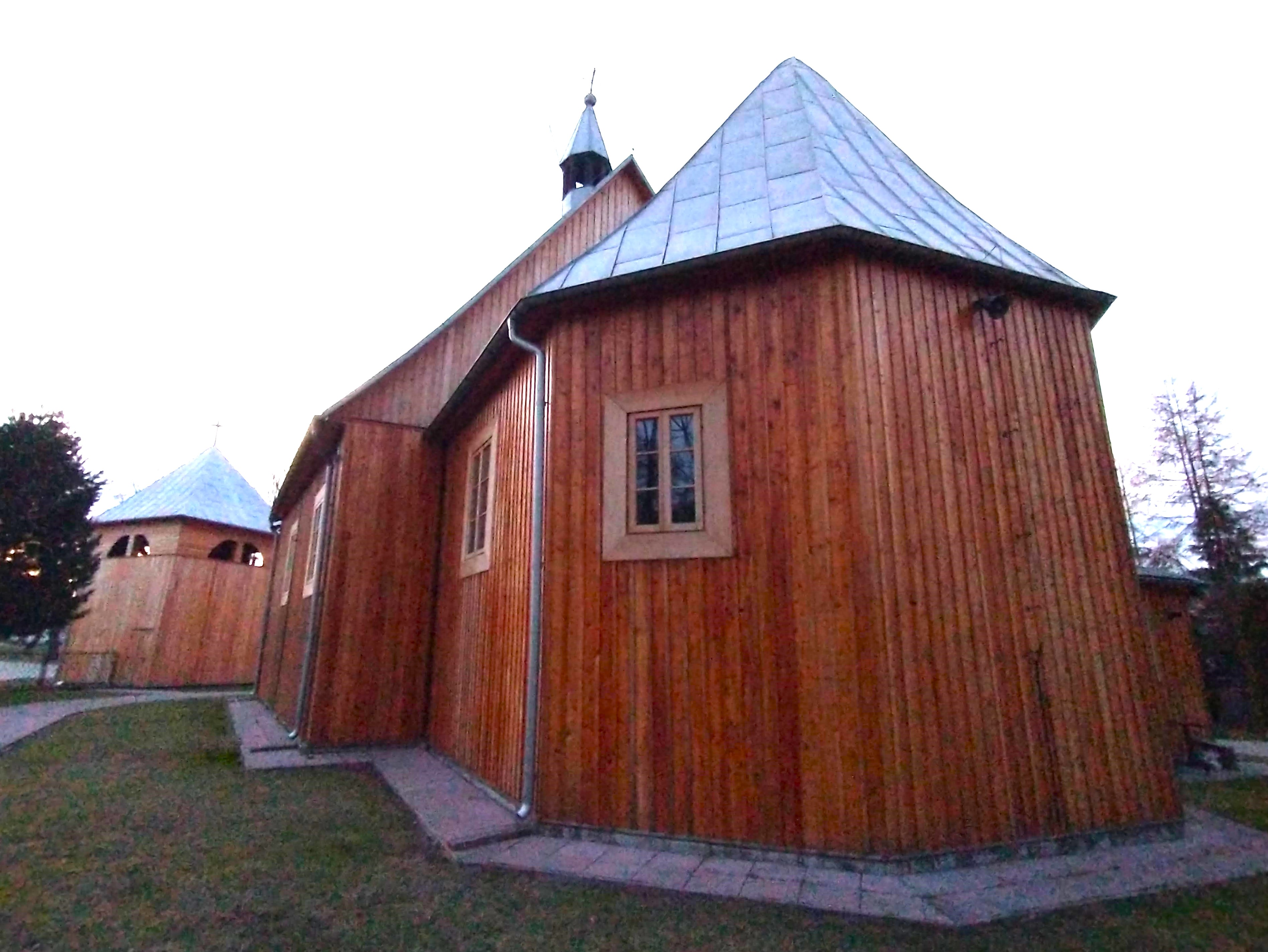
Widok od prezbiterium
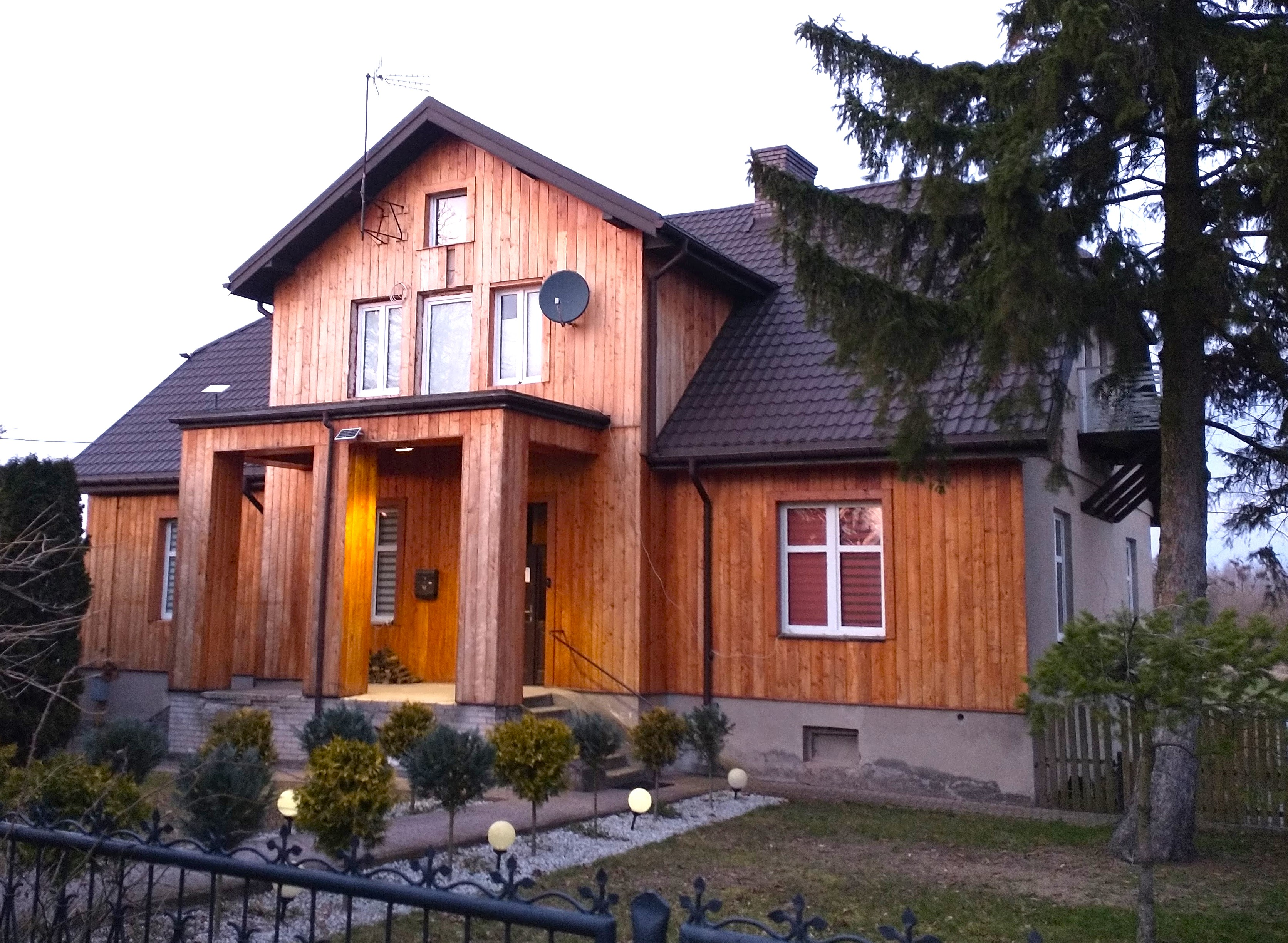
Plebania

### Ruiny kościoła murowanego

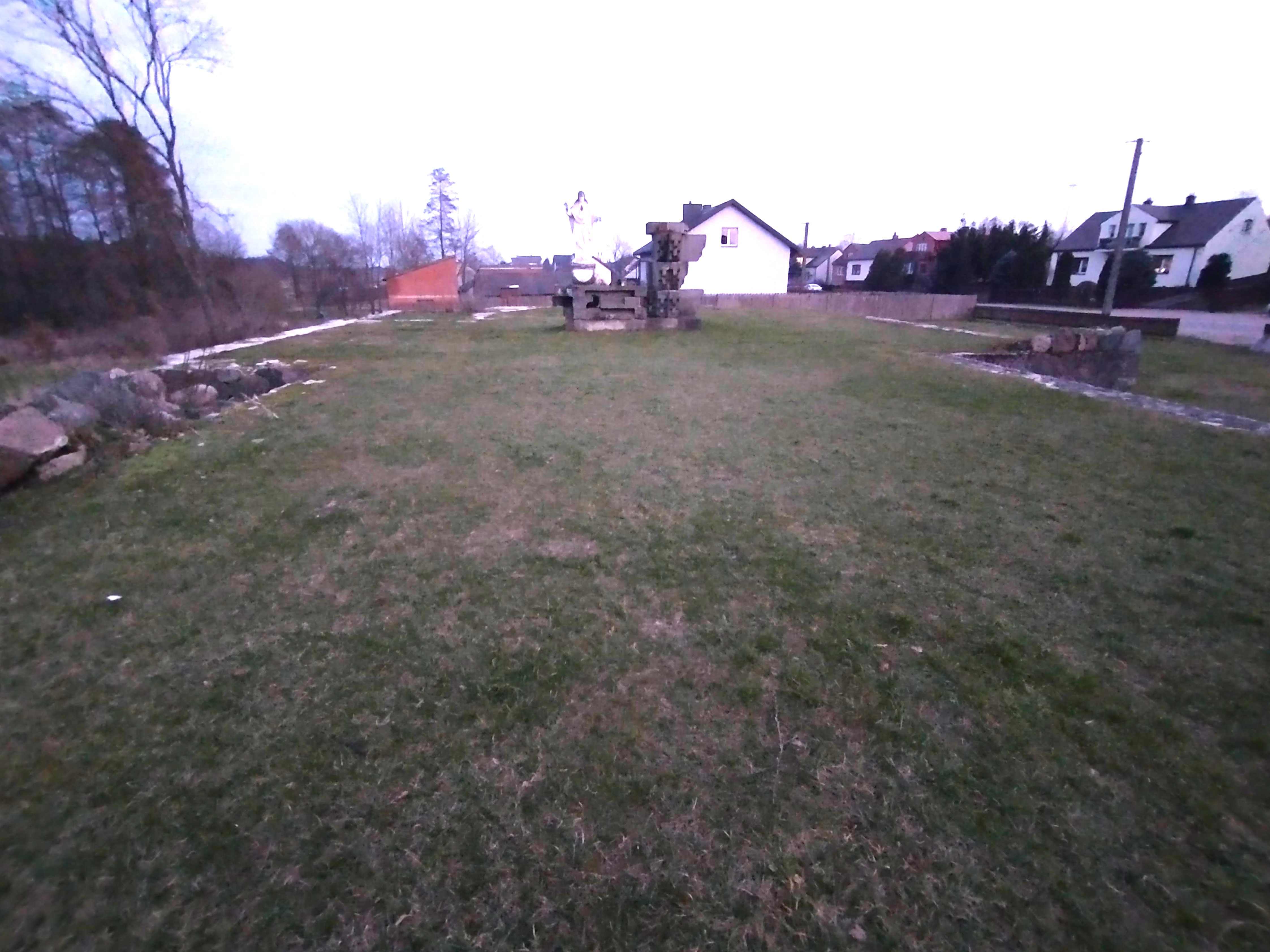
Wnętrze rozebranego kościoła
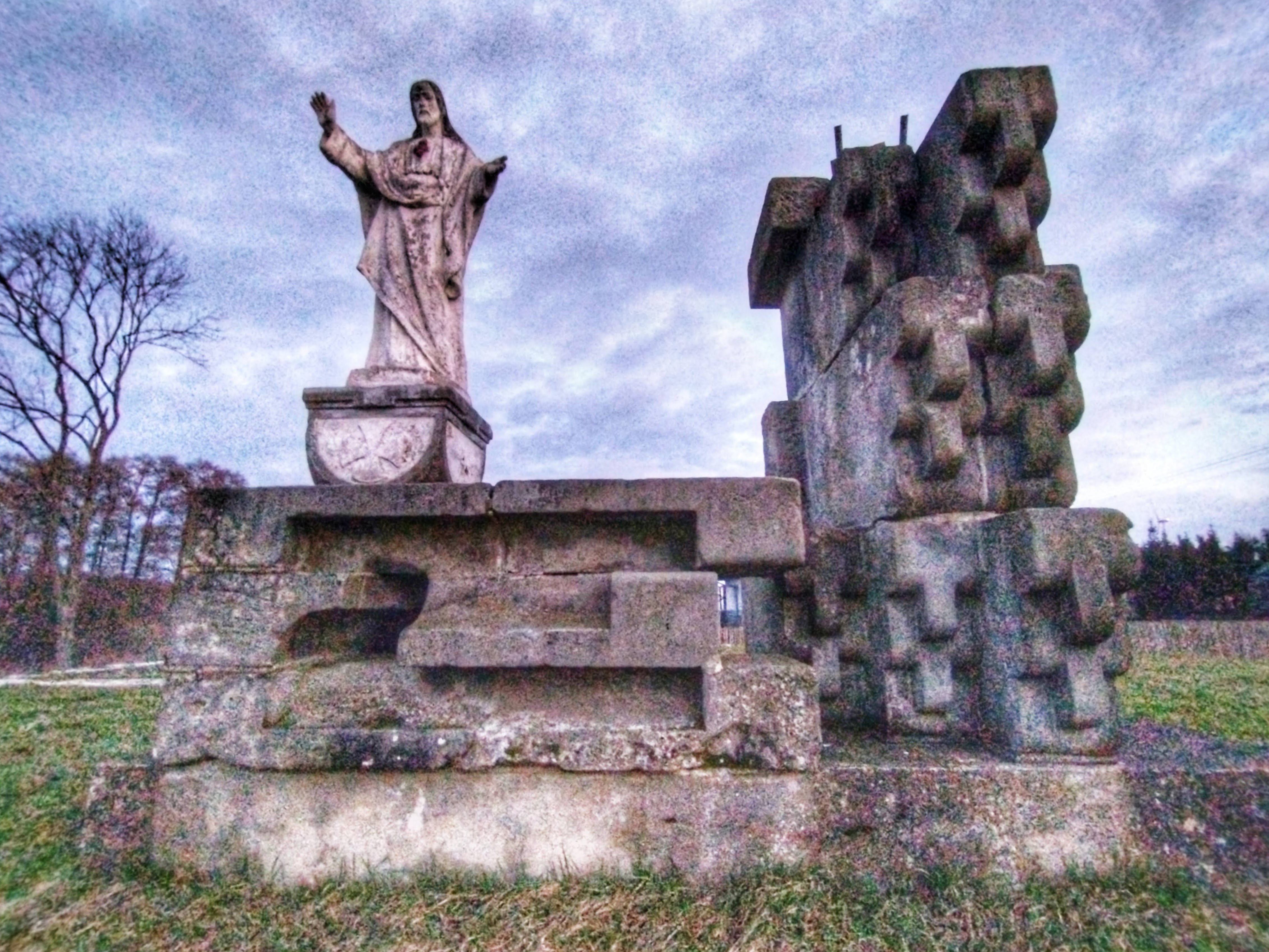
Pozostałości kamieniarki
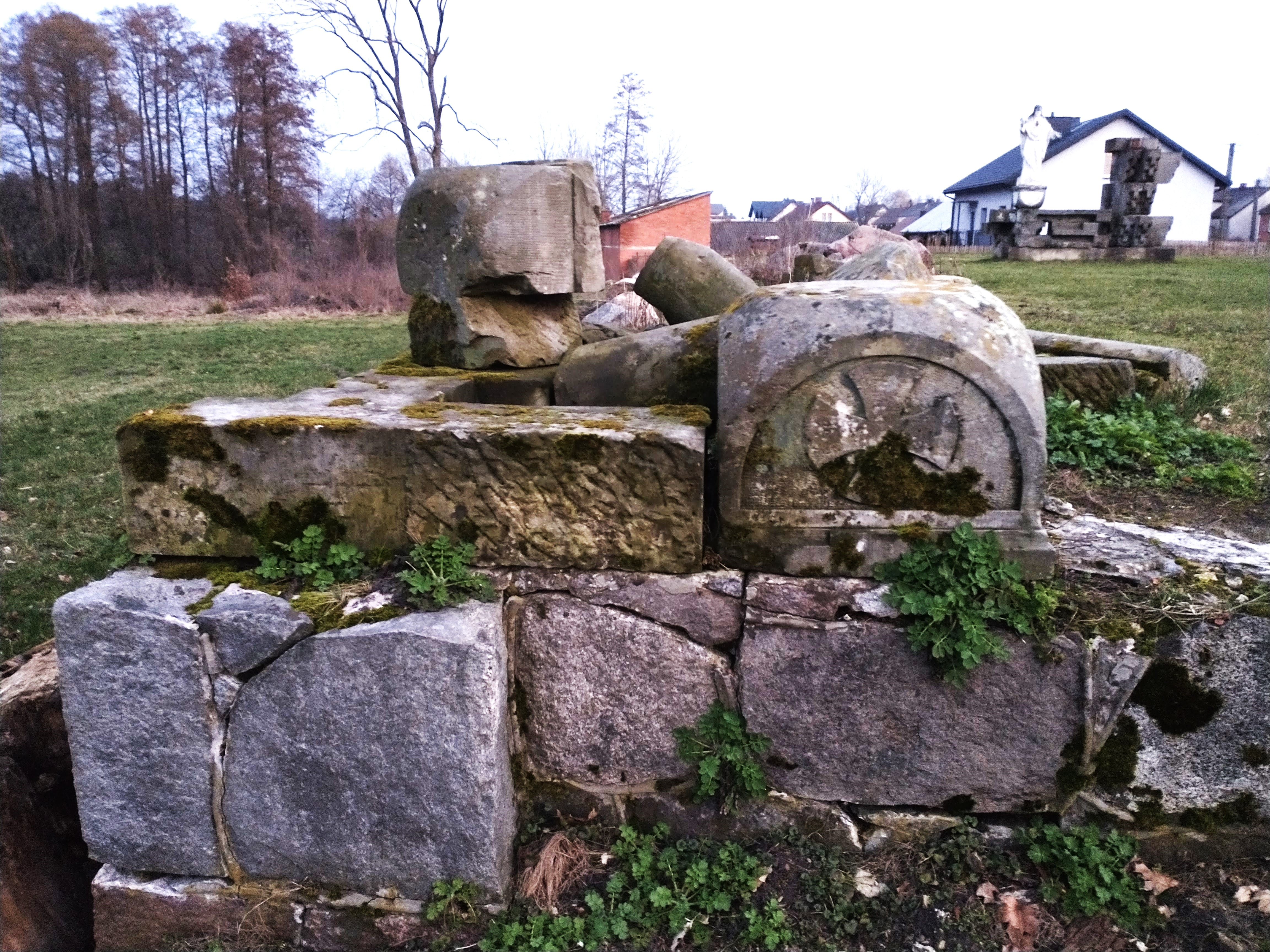